# Sergej Barbarez
Sergej Barbarez (Mostar, 17. rujna 1971.), je bivši bosanskohercegovački nogometaš. Trenutačno je izbornik bosanskohercegovačke nogometne reprezentacije
Bio je kapetan bosanskohercegovačke reprezentacije, ali ju je iz nepoznatih razloga napustio. Vjeruje se da je bio razočaran stanjem u NS BiH. Osim popularnosti u svojoj domovini, bio je vrlo poznat i u nogometnoj Europi, osobito Njemačkoj. Bio je član mnogih njemačkih klubova.